# (You Gotta) Fight for Your Right (To Party!)
"(You Gotta) Fight for Your Right (To Party!)" (abreviada como "Fight for Your Right" en los lanzamientos de álbumes) es una canción del grupo de hip hop estadounidense Beastie Boys, lanzada como el cuarto sencillo de su álbum debut Licensed to III (1986). Una de sus canciones más conocidas, alcanzó el puesto número 7 en el Billboard Hot 100 en la semana del 7 de marzo de 1987 y luego fue nombrada una de las 500 canciones que dieron forma al rock and roll del Salón de la Fama del Rock and Roll. La canción también fue incluida en sus álbumes recopilatorios The Sounds of Science en 1999, Solid Gold Hits en 2005 y Beastie Boys Music en 2020.

## Historia
La canción, escrita por Adam Yauch y su amigo de la banda Tom "Tommy Triphammer" Cushman (que aparece en el vídeo), pretendía ser una representación insignificante de canciones con temas de "fiesta" y "actitud", como "Smokin' in the Boys Room" y "I Wanna Rock", pero sin querer se volvieron representativos de su estilo artístico. Aunque el grupo inicialmente adoptó la identidad de fiesta impulsada por el alcohol, su estilo cambió cuando sus hábitos sociales se volvieron más centrados en la marihuana después de la gira. Aunque continuaron tocando sus primeros éxitos, incluido Fight for Your Right to Party, en giras futuras, este cambio tuvo el bienvenido efecto de alienar a una población significativa de su audiencia que prefería el estilo anterior. Mike D comentó: "Lo único que me molesta es que podríamos haber reforzado ciertos valores de algunas personas de nuestra audiencia cuando los nuestros eran en realidad totalmente diferentes. Había toneladas de chicos cantando 'Fight for Your Right' que no se dieron cuenta del hecho de que era una tontería total por su parte".  Los créditos de escritura fueron otorgados a Yauch, Ad-Rock y el productor del grupo Rick Rubin.

## Video musical
El vídeo musical de "Fight for Your Right" comienza cuando una madre y un padre les dicen a sus dos hijos que no se metan en problemas mientras están fuera. Cuando se van, los dos chicos deciden hacer una fiesta que incluye refrescos y pastel, con la esperanza de que "no aparezca gente mala"; esto provoca la llegada de Ad-Rock, Mike D y MCA a la fiesta. El trío inicia todo tipo de problemas dentro de la casa, como perseguir y besar a chicas, iniciar incendios, traer más gente problemática a la casa, poner ponche, romper cosas y comenzar una pelea masiva de pasteles. Cuando la pelea del pastel alcanza su punto máximo, Ad-Rock, Mike D y MCA huyen, ya que la fiesta se les ha ido demasiado de las manos incluso para ellos. Cuando termina el video, los asistentes restantes gritan junto con el coro final de "party!" antes de golpear a la madre que regresaba en la cara con un pastel.
Dirigido por Ric Menello y Adam Dubin,  hay numerosos cameos en este video, incluidos los desconocidos en ese momento Tabitha Soren, Cey Adams,  Ricky Powell,  miembros de la banda de punk rock Murphy's. Law, así como el productor de los Beastie Boys, Rick Rubin, quien apareció vistiendo una camiseta de AC/DC y Slayer, el último de los cuales también firmó con Def Jam en ese momento. 
Soren, cuyo cabello fue teñido de rubio para la filmación, tuvo la oportunidad de aparecer en el video porque era amiga de Rubin y asistió a la cercana Universidad de Nueva York. "Me esforcé mucho para que no se me manchara la masa del pastel", recuerda, porque la crema batida utilizada había sido extraída de los botes de basura de los supermercados, ya que no había dinero en el presupuesto para ello. Como resultado, estaba rancio y tenía mal olor. "El olor en esa habitación, cuando todos terminaban de tirar pasteles, era como a huevos podridos. Querías vomitar".

## Fight for Your Right Revisited
En 2011, Adam Yauch dirigió y escribió un cortometraje de comedia surrealista titulado Fight for Your Right Revisited para conmemorar el 25 aniversario del lanzamiento del vídeo original. El cortometraje sirve como vídeo para el sencillo "Make Some Noise" de Hot Sauce Committee Part Two. La mayor parte del diálogo inconexo entre personajes fue el resultado de la improvisación del elenco.
Revisited actúa como una secuela de los eventos que tuvieron lugar en el video musical original y presenta a Mike D, Ad-Rock y MCA (interpretados por Seth Rogen, Elijah Wood y Danny McBride, respectivamente) mientras se involucran en más travesuras de borrachos, antes de ser retados a una batalla de baile por los futuros Mike D, Ad-Rock y MCA (John C. Reilly, Will Ferrell y Jack Black, respectivamente), saliendo de un DeLorean. Finalmente, ambos grupos de Beasties son detenidos por un trío de policías (interpretados por los Beastie Boys reales) y llevados a la cárcel.
El corto presenta numerosos cameos, algunos de los cuales aparecen en pantalla durante solo unos segundos. Incluyen a Stanley Tucci y Susan Sarandon (como se ven los padres en el video original), Adam Scott, Alicia Silverstone, Amy Poehler, Chloë Sevigny, David Cross, Jason Schwartzman, Kirsten Dunst, Laura Dern, Mary Steenburgen, Martin Starr, Maya Rudolph., Orlando Bloom, Rashida Jones, Rainn Wilson, Shannyn Sossamon, Steve Buscemi, Ted Danson y Will Arnett.
Aunque "Fight for Your Right" no se interpreta, su final se puede escuchar al comienzo del corto.

## Reconocimientos
| Año  | Editor                             | País           | Lista                                                                  | Ranking |
| ---- | ---------------------------------- | -------------- | ---------------------------------------------------------------------- | ------- |
| 1986 | The Village Voice                  | Estados Unidos | "Sencillos del año" (25)                                               | 12      |
| 1987 | NME                                | Reino Unido    | "Sencillos del año" (60)                                               | 14      |
| 1987 | Record Mirror                      | Reino Unido    | "Sencillos del año" (20)                                               | 20      |
| 1994 | Dave Marsh y James Bernard         | Estados Unidos | "Las mejores canciones de protesta de los años ochenta"                | *       |
| 1995 | Salón de la fama del rock and roll | Estados Unidos | "500 canciones que dieron forma al rock and roll"                      | *       |
| 1998 | Triple J Los 100 Más Calientes     | Australia      | "Los 100 más calientes de todos los tiempos"                           | 38      |
| 1999 | MTV                                | Estados Unidos | "Los 100 mejores vídeos musicales jamás realizados"                    | 66      |
| 2001 | Uncut                              | Reino Unido    | "Los 100 mejores singles de la era post-punk"                          | 50      |
| 2001 | VH1                                | Estados Unidos | "100 mejores vídeos"                                                   | 100     |
| 2003 | PopMatters                         | Estados Unidos | "Las 100 mejores canciones desde Johnny Rotten Roared"                 | 99      |
| 2003 | Q                                  | Reino Unido    | "Las 1001 mejores canciones de todos los tiempos"                      | 121     |
| 2003 | VH1                                | Estados Unidos | "Las 100 mejores canciones de los últimos 25 años"                     | 96      |
| 2004 | Q                                  | Reino Unido    | "Las 150 mejores listas de rock" (30 mejores canciones de hip hop)     | 20      |
| 2005 | Q                                  | Reino Unido    | "Ultimate Music Collection" (Rap Tracks)                               | *       |
| 2006 | Q                                  | Reino Unido    | "100 mejores canciones de todos los tiempos"                           | 51      |
| 2006 | VH1                                | Estados Unidos | "100 mejores canciones de los 80"                                      | 49      |
| 2007 | Mojo                               | Reino Unido    | "80 de los años 80"                                                    | *       |
| 2009 | The Guardian                       | Reino Unido    | "1000 canciones que todo el mundo debe escuchar" (canciones de fiesta) | *       |
| 2010 | XFM                                | Reino Unido    | "Las 1000 mejores canciones de todos los tiempos"                      | 191     |
| 2014 | NME                                | Reino Unido    | "500 mejores canciones de todos los tiempos"                           | 166     |

## Versiones

### Versión de N.Y.C.C.
En 1998, la canción fue versionada por el grupo de hip hop alemán N.Y.C.C. como "Fight for Your Right (To Party)". Llegó al top 20 en nueve países de Europa y en Australia y Nueva Zelanda. En el Reino Unido, donde alcanzó el puesto 14, fue la primera canción de un grupo de hip hop alemán en alcanzar el top 25. 

#### Listado de canciones
CD sencillo europeo
1. "Fight for Your Right" (versión sencillo) - 3:20
2. "Fight for Your Right" (versión extendida) - 5:55
3. "Fight for Your Right" (Disco Selection Mix) - 5:52
4. "Fight for Your Right" (versión instrumental larga) - 4:21

Sencillo de 12 pulgadas del Reino Unido y Europa
A1. "Fight for Your Right" (versión extendida)
A2. "Fight for Your Right" (versión instrumental larga)
B1. "Fight for Your Right" (Disco Selection Mix)
B2. "Paaarty" (versión Deep Star)
Maxi-single australiano
1. "Fight for Your Right (To Party)" (versión única) - 3:20
2. "Fight for Your Right (To Party)" (versión extendida) - 5:55
3. "Paaarty" (versión Deep Star) - 10:14

#### Créditos y personal
Los créditos se obtienen de las notas de una sola línea del CD europeo.
Estudio
- Grabado y mezclado en Boogie Park Studio ( Hamburgo, Alemania)

Personal
- Rick Rubin, Beastie Boys - composición
- Dee Jay Sören – producción, grabación, mezcla
- Lacarone – producción ejecutiva
- CASK – etiqueta "NYCC"

### Otros covers notables y uso cultural
La canción fue muestreada en gran medida en 1988 para "Party for Your Right to Fight" de Public Enemy.
La cantante y compositora Cara Quici sampleo la canción y agregó nueva letra para su canción de 2013 "Fight"  aprobada personalmente por Rick Rubin y con licencia de Sony ATV y Universal Music Group. El vídeo "Fight" de Cara Quici presenta un cameo de Dennis Rodman. 
El 2 de agosto de 2009, Coldplay interpretó una versión con piano acústico de esta canción durante su concierto en la última noche de la serie de conciertos All Points West como tributo a los Beastie Boys, que no pudieron actuar en la noche inaugural después de que Adam Yauch anunciara que tenía cáncer.  La banda volvió a interpretar esta versión el 4 de mayo de 2012, en su concierto en el Hollywood Bowl como tributo a Yauch, quien había fallecido ese mismo día. 
Después de ganar el Juego de Campeonato de la AFC 2019, el ala cerrada de los Kansas City Chiefs, Travis Kelce, celebró gritando el coro de la canción en su entrevista posterior al juego.  Después de la victoria de los Chiefs en el Super Bowl LIV, Kelce volvió a utilizar el canto de la canción en el desfile de la victoria en Kansas City. Desde entonces, el coro principal de la canción se ha convertido en una referencia cultural entre los fanáticos de los Chiefs, y en la temporada 2020 se convirtió en la canción que se reproduce en los juegos en casa de los Chiefs para celebrar después de cada touchdown anotado por el equipo.  Kelce continuó la tradición hasta su segunda victoria en el Super Bowl con los Chiefs, e incluso interpretó la canción con Jimmy Fallon y The Roots en The Tonight Show. 